# Claës Winell
Claës Bertil Napoleon Winell, finski general, * 18. september 1892, Kirkkonummi, Finska, † 9. januar 1943, Helsinki, Finska.